# Adalbert Kurzeja
Adalbert Kurzeja OSB (* 24. November 1920 in Ratiborhammer als Franz Kurzeja; † 12. April 2016 in Andernach) war ein deutscher römisch-katholischer Ordensgeistlicher. Er war von 1977 bis 1990 Abt der Benediktinerabtei Maria Laach.

## Leben
Franz Kurzeja, eines von neun Kindern aus einer Metzgersfamilie, wurde nach seinem Abitur am humanistischen Gymnasium in Ratibor 1939 zunächst zum Reichsarbeitsdienst verpflichtet. Kurz nach dem Beginn seines Theologiestudiums an der Friedrich-Wilhelms-Universität Breslau wurde er zur Wehrmacht eingezogen. Nach Einsätzen an der Ostfront geriet er in Italien in britische Kriegsgefangenschaft, wo er zur Trümmerbeseitigung in der 1943 zerstörten Abtei Montecassino eingesetzt wurde.
Nach Kriegsende setzte er sein Theologiestudium an der Päpstlichen Universität Gregoriana in Rom fort und beendete es 1952 mit dem Lizenziat in Theologie. Am 10. Oktober 1951 empfing er in Rom die Priesterweihe durch Kurienerzbischof Luigi Traglia. Er kehrte nach Deutschland zurück, trat der Ordensgemeinschaft der Benediktiner in der Abtei Maria Laach bei und nahm den Ordensnamen Adalbert an. Er war dort als Bibliothekar, Zeremoniar und Sakristan tätig. An der Theologischen Fakultät Trier forschte er zu liturgiewissenschaftlichen Fragen und wurde 1967 mit einer Arbeit über den ältesten Liber Ordinarius der Trierer Domkirche, eine Handschrift des Britischen Museums aus dem Anfang des 14. Jahrhunderts, zum Dr. theol. promoviert. Kurzeja war anschließend wissenschaftlicher Assistent an der Theologischen Fakultät Trier und später Fachberater des Deutschen Liturgischen Instituts in Trier.
Am 15. Februar 1977 wurde er als Nachfolger von Urbanus Bomm OSB zum 47. Abt der Benediktinerabtei Maria Laach gewählt. Die Abtsbenediktion erfolgte am 20. März 1977 durch den früheren Trierer Bischof Bernhard Stein im Laacher Münster. Sein Wahlspruch war Confirma fratres tuos – Stärke deine Brüder (Lk 22,32 ). Am 4. November 1990 trat er aus Altersgründen zurück.
Altabt Adalbert starb am 12. April 2016 im Alter von 95 Jahren. Er wurde am 21. April 2016 in Maria Laach bestattet.

## Wirken
Kurzeja war maßgeblich an der deutschsprachigen Fassung des unter Papst Paul VI. neu herausgegebenen Missale Romanum beteiligt. Er war zudem wesentlich beteiligt an der Erarbeitung des deutschen Breviers (Stundengebets für die Weltpriester).
Er engagierte sich permanent für die Aussöhnung zwischen Polen und Deutschen und die Zusammenarbeit der katholischen Kirche Deutschlands und der katholischen Kirche in Polen. Dabei scheute er sich auch nicht vor Kontroversen mit dem polnischen Klerus, dessen nationalistische Haltung und theologische Rechtfertigung der Vertreibung der Deutschen nach 1945 er kritisierte. Sein Briefwechsel mit Bolesław Kominek war wegweisend für die Nachkriegsbeziehungen zwischen dem polnischen und dem deutschen Episkopat. Seit 1957, auch während der Zeit des Kriegsrechts in Polen, organisierte er zahlreiche Hilfslieferungen ins heimatliche Schlesien. Von ihm stammen zahlreiche Aufsätze und Arbeiten zur Geschichte Schlesiens, zum Beispiel über das Benediktinerkloster Grüssau im Riesengebirge und über Adolf Kardinal Bertram.

## Ehrungen und Auszeichnungen
- Schlesierschild (1997)
- Ehrenplakette des Bundes der Vertriebenen (2001)[4]
- Ehrenbürgerwürde der Stadt Ratiborhammer (2003)
- Ehrenmitglied der Deutsch-Polnischen Gesellschaft der Universität Wrocław[5]

## Schriften
- Der älteste Liber Ordinarius der Trierer Domkirche. London, Brit. Mus., Harley 2958, Anfang 14. Jh. Ein Beitrag zur Liturgiegeschichte der deutschen Ortskirchen. (= Liturgiewissenschaftliche Quellen und Forschungen 52), Aschendorff, Münster 1970.
- Kardinal Bertram und das Bistum Kattowitz 1939–1945. In: Oberschlesisches Jahrbuch 12 (1996) 107–120, Mann, Berlin 1997.
- Die Etappen in der Entwicklung des Stundengebets in der Trierer Kirche. In: Trierer Theologische Zeitschrift vol. 77 (1968) p. 104–119.